# Juilly (Côte-d'Or)
Juilly é uma comuna francesa na região administrativa da Borgonha-Franco-Condado, no departamento de Côte-d'Or. Estende-se por uma área de 4,45 km². Em 2010 a comuna tinha 46 habitantes (densidade: 10,3 hab./km²).